# Szkoła Narodowa Polska w Paryżu
Szkoła Narodowa Polska, szkoła batiniolska, szkoła Batignolles, szkoła Batiniol – polskie liceum powstałe w 1842 w paryskiej dzielnicy Batignolles, w 17. dzielnicy Paryża z inicjatywy działaczy tamtejszej polskiej emigracji (Stowarzyszenia Naukowej Pomocy, Rady Założycieli Towarzystwa Wychowania Narodowego Dzieci Wychodźców Polskich, Stowarzyszenia Ojców Rodzin Polskich na Wychodźstwie) oraz z osobistej inicjatywy generała Józefa Dwernickiego.

## Historia szkoły
Przedsięwzięcie miało służyć przekazywaniu polskich tradycji narodowych dzieciom emigrantów w okresu powstania listopadowego, najczęściej urodzonych we Francji w rodzinach mieszanych polsko-francuskich. Szkoła rozpoczęła swoją działalność na jesieni 1842 w Châtillon-sous-Bagneux. W pierwszym roku przyjęto dziewiętnastu uczniów i zatrudniono polskiego nauczyciela. Szkoła działała w ramach francuskiej szkoły pana Chapuzet.
Polscy uczniowie realizowali program szkoły francuskiej i dodatkowo zajęcia z języka i historii Polski. Nosili też specyficzne polskie mundurki – kopię munduru warszawskiej gwardii narodowej z okresu powstania listopadowego z guzikami z Orłem i Pogonią oraz rogatywki.
Inicjatywa spotkała się z przychylnym przyjęciem emigracji i poparciem władz francuskich. Zaczęto zbierać fundusze. Jan Ledóchowski przekazał na rzecz szkoły sumę 29 tysięcy franków. Koncert Fryderyka Chopina z kwietnia 1843 również dostarczył poważnych sum pieniędzy. Szkołę wspomógł Komitet Polsko-Francuski generała Lafayette'a i Nikołaj Turgieniew, dekabrysta, emigrant rosyjski, syn pisarza Iwana Turgieniewa. Nie żałował funduszy na utrzymanie szkoły Ksawery Branicki. Władze francuskie ufundowały stypendia dla początkowo pięćdziesięciu, a później stu uczniów.
W tej sytuacji w 1843 szkoła została przeniesiona do Paryża na ulicę Fossés Saint Jacques i stała się samodzielną polską placówką szkolną z własnym personelem i programem nauczania.
Dalszy rozwój szkoły spowodował kolejną zmianę adresu i w 1844 szkoła znalazła nowy budynek na Boulevard des Batignolles. Od nazwy tej ulicy powstała popularna w środowisku polskim nazwa szkoły – szkoła Batiniol.
Rosła liczba uczniów: od 35 w 1844 do 300 w 1860. Program nauczania został wzbogacony o kursy typowo wojskowe jak topografia czy też terenowe ćwiczenia wojskowe. W ten sposób kierownictwo szkoły chciało dać podstawy do tworzenia kadry wojskowej mającej wziąć udział w przyszłym wyzwoleniu Polski. W rezultacie aż ponad sześćdziesięciu absolwentów z lat 1845–1870 zrobiło karierę w armii francuskiej. Napoleon III dekretem z 8 kwietnia 1869 przyznał jej status instytucji użyteczności publicznej (L’Ecole Polonaise des Batignolles est reconnue comme établissement d’utilité publique).
Wojna francusko-pruska 1870 i Komuna Paryska z 1871 spowodowała upadek szkoły. Wielu Polaków wzięło udział w walkach po stronie komunardów, w efekcie fala represji rządu III Republiki dotknęła również szkołę Batiniol. Udało się ją ocalić, ale liczba uczniów spadła do 95 w 1872. Szkoła musiała się też przenieść do mniejszego budynku na ulicy Lamandé. Spadała ciągle liczba uczniów do poziomu 30 – 40 elewów rocznie w latach 1900-1918. Ostatecznie szkoła została zamknięta w 1922.
Tradycje szkolnictwa polskiego w dzielnicy Batignolles zostały podtrzymane przez dwie kolejne szkoły mieszczące się w miejscu historycznej szkoły Batiniol.

## Gimnazjum i Liceum im Cypriana Norwida
W 1940 utworzono Gimnazjum i Liceum im Cypriana Norwida. Ponieważ Paryż miał być zajęty przez Niemców szkołę ewakuowano do Villard-de-Lans w okolicach Grenoble i tam działała do 1945, kiedy to została przejęta przez władze oświatowe PRL. Szkoła wróciła do Paryża i po pewnych perturbacjach znalazła się na ulicy Lamandé. Ostatnie egzaminy maturalne odbyły się w 1963, a następnie szkołę wraz z archiwami przeniesiono do Polski do III Liceum Ogólnokształcącego im. Stefana Żeromskiego w Gdańsku.

## Zespół Szkół przy Ambasadzie RP W Paryżu
W 1976 reaktywowano Szkołę Polską w dzielnicy Batignolles tworząc istniejący obecnie Zespół Szkół przy Ambasadzie RP w Paryżu.